# Cybocephalus chlorocephalus
Cybocephalus chlorocephalus is een keversoort uit de familie Cybocephalidae. De wetenschappelijke naam van de soort is voor het eerst geldig gepubliceerd in 1844 door Erichson in Germar.